# Karapürçek
Karapürçek là một huyện thuộc tỉnh Sakarya, Thổ Nhĩ Kỳ. Huyện có diện tích 171 km² và dân số thời điểm năm 2007 là 12250 người, mật độ 72 người/km².